# Batalha de Simancas
A Batalha de Simancas foi um confronto bélico entre as tropas de uma coligação cristã encabeçada pelo rei de Leão, Ramiro II, e as do califa Abderramão III junto aos muros da cidade de Simancas, no que se decidiu o domínio sobre as terras do Douro pelos reinos cristãos do norte, em 939.

## Antecedentes
Em 937, o rei Ramiro II de Leão agiu em apoio de Aboiaia (também conhecido como Abu Iáia), rei de Saragoça, a quem o califa acusava de traidor e culpável principal do desastre de Osma, ocorrido 3 anos antes. O cronista Sampiro abrevia assim os fatos:
| “ | Ramiro reunindo o seu exército marchou para Saragoça. Então o rei dos sarracenos, Aboiaia, submeteu-se ao grande rei Ramiro e pôs toda a sua terra sob a soberania do nosso rei. Enganando Abderramão, o seu soberano, entregou-se com todos os seus domínios ao rei católico. E o nosso rei, como era forte e poderoso, submeteu os castelos de Aboiaia, que se sublevaram, e entregou-lhes regressando para Leão com grande triunfo. | ” |

Sampiro omite que o rei leonês deixou guarnições navarras nestes castelos, pois Ramiro contou com o concurso e aliança do rei de Pamplona.
Depois da perda da estratégica Saragoça, a reação de Abderramão III foi cercar e conquistar Calatayud, Abderramão conquistou um atrás outro todos os castelos da zona. Ao chegar às portas de Saragoça, Abu Iáia capitulou, ação que o califa aproveitou para o empregar numa ofensiva contra Navarra que concluiu na capitulação da rainha Toda, que se declarou vassala do califa.

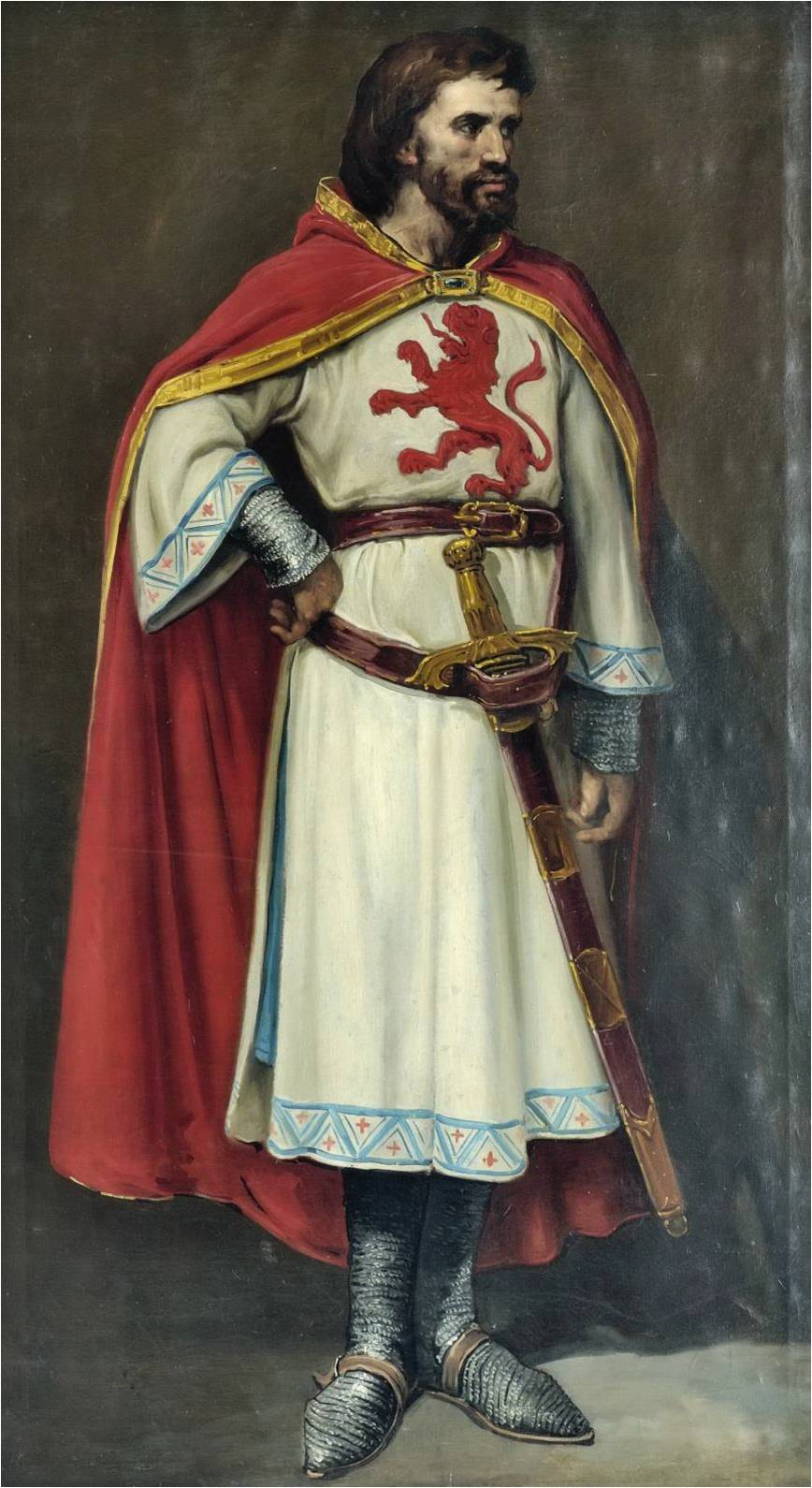
Ramiro II de Leão

O califa omíada concebeu  então um projeto gigantesco para acabar com o reino leonês, ao que denominou gazat al-kudra, Campanha do Supremo Poder ou da Onipotência. O omíada reuniu um grande exército alentado pela chamada a jihad. Desde a saída de Córdova dispôs que todos os dias fosse entonada na mesquita maior a oração da campanha, não com senso deprecatório, senão como antecipado agradecimento do que devia ser um sucesso incontrovertível.
O califa formou, com a ajuda do governador muçulmano de Saragoça (Abu Iáia) um grande exército de cerca de 100.000 homens, formado por recrutas de Alandalus, militares profissionais, tribos Berberes, soldados das províncias militarizadas (yunds), contingentes das Marcas e um bom número de voluntários. Bem armada e apetrechada, esta heterogênea massa de combatentes empreendeu a marcha no final de junho de 939. Deixando Toledo, o exército atravessou o Sistema Central por Guadarrama (porto de Tablada), internando-se a seguir na "Terra de ninguém", -politicamente falando- situada a sul do Douro. Após saquearem e destruir os lugares que encontravam no seu caminho (Olmedo, Íscar, Alcazarén), os contingentes do califa acamparam perto do rio Cega e instalaram-se no Castelo de Portillo em princípios de agosto.
Entretanto, o rei leonês Ramiro II conseguiu reunir, além da as suas próprias tropas, as dos condes Fernão Gonçalves e Ansur Fernandez, as do reino de Navarra de Garcia I, bem como a tropas galegas e asturianas.

## Batalha

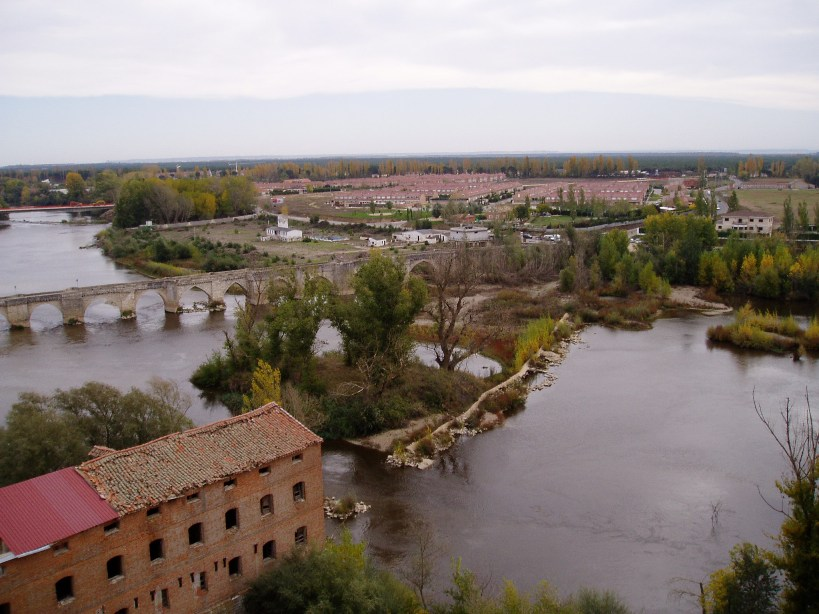
Ponte medieval sobre o rio Pisuerga em Simancas

A batalha, que aconteceu na margem direita do rio Pisuerga, a nordeste de Simancas, foi muito violenta e prolongou-se durante vários dias. As crônicas cristãs contam uma aparição de Santo Emilião, um monge visigodo. E além disso, segundo contam as crônicas, tanto árabes quanto cristãs, houve um eclipse do sol uns dias antes da batalha:
| “ | Encontrando-se o exército perto de Simancas, houve um espantoso eclipse de sol, que no meio do dia cobriu a terra de uma amareleza obscura e encheu de terror os o nossos e os infiéis, que também não haviam visto na sua vida coisa semelhante. Dois dias passaram sem uns nem outros fazer movimento algum | ” |

O combate durou algumas jornadas decidindo-se do lado dos cristãos que fizeram fugir as tropas muçulmanas que não puderam tomar a fortificação de Simancas. Abu Iáia foi apresado ao término da contenda.
Depois da batalha de Simancas aconteceu outro desastre para os muçulmanos em terras sorianas, no que se denomina a jornada de Alhándega ou do Barranco. Os muçulmanos, que na sua retirada de Simancas arrasaram a zona do rio Aza no seu caminho para Atienza, em essa jornada sofreram uma emboscada num barranco, onde foram derrotados e postos em fuga, conseguindo os cristãos uma grande pilhagem.
| “ | …e na retirada o inimigo os empurrou para um profundo barranco, que deu nome ao encontro (Alhándega), do qual não puderam escapar, despenhando-se muitos e pisoteando-se de puro amontoamento: o califa que se viu forçado a entrar ali com eles, conseguiu passar com os seus soldados, abandonando o seu real e o seu conteúdo, do qual se apoderou o inimigo… | ” |

## Consequências
Como consequência da batalha, a linha de repovoação do reino de Leão avançou até o rio Tormes, transbordando o limite do rio Douro. Porém, embora Abderramão III não voltou a dirigir pessoalmente os seus exércitos em combate, estes continuaram fazendo incursões para além dos limites cristãos.